# Peace Proscovia
Peace Proscovia Drajole Agondua, thường được Peace Proscovia (sinh ngày 01 tháng 11 năm 1989), biệt danh "Warid Tower",  là một chuyên gia Uganda vận động viên người chơi bóng lưới cho Sunshine Coast Lightning trong giải đấu Super Netball Úc. Trước đó, cô là thành viên của đội Loughborough Lightning trong Netball Superleague ở Vương quốc Anh. Proscovia là đội trưởng của Đội bóng rổ quốc gia Uganda, nhà vô địch của Giải bóng chuyền quốc gia 2013 tại Singapore, và Giải vô địch bóng rổ châu Phi 2017.

## Hoàn cảnh và giáo dục
Cô sinh ngày 1 tháng 11 năm 1989 tại Arua, tiểu vùng West Nile, thuộc khu vực phía Bắc của Uganda, trong một gia đình có tổng cộng bảy người con. Cô học trường tiểu học Awindiri, ở Arua. Cô học tại trường trung học Mvara, cũng ở Arua, cho cả nghiên cứu O-Level và A-Level. Cô được nhận vào Đại học Nkumba, nơi cô có bằng Cao đẳng Nghiên cứu Phát triển, tốt nghiệp năm 2010. Cùng năm đó, cô được nhận vào Đại học Christian Christian (UCU) tại Mukono, nơi cô có bằng Cử nhân Quản trị Kinh doanh (BBA) năm 2013. Năm 2014, cô nhận được học bổng toàn phần để học thạc sĩ Quản trị kinh doanh (MBA) tại UCU. Năm 2017, cô đăng ký vào chương trình cấp bằng Thạc sĩ Khoa học (MSc) tại Đại học Loughborough, chuyên ngành tiếp thị.

## Sự nghiệp
Vào năm 2015, cô đã thử sức với các đội chuyên nghiệp ở Vương quốc Anh và có thể đảm bảo một hợp đồng thử nghiệm với Loughborough Lightning vào mùa đông và mùa xuân năm 2015. Vào tháng 1 năm 2016, cô đã được ký hợp đồng đầy đủ cho các mùa 2016 và 2017. Sau khi chơi cho Loughborough Lightning vào năm 2015 và 2016, Proscovia đã ký lại thêm hai năm sau những thay đổi trong quy định về thị thực. Là một phần của hợp đồng mới, cô đăng ký vào chương trình cấp bằng Thạc sĩ Khoa học tại Trường Kinh doanh và Kinh tế Đại học Loughborough, với trọng tâm là tiếp thị.
Proscovia sẽ chuyển đến Úc và chơi cho Sunshine Coast Lightning trong mùa giải 2019, một thương vụ được câu lạc bộ mô tả là "một cuộc đảo chính lớn".

## Sự nghiệp nổi bật
Được bình chọn là vận động viên hàng đầu của đất nước năm 2014, cô đã tham gia nhiều môn thể thao. Niềm đam mê đầu tiên của cô là bóng rổ; cô là thành viên của đội bóng rổ World Cup 2015 tại Sydney, Australia. Cô từng là thành viên của đội bóng rổ Gazelles từng tham gia giải vô địch AfroBasket Women 2015 ở Cameroon. Cô được mệnh danh là vận động viên của năm 2014 tại Uganda.

## Những ý kiến khác
Trước khi chuyển sang chuyên nghiệp trong bóng rổ, cô đã chơi cho đội bóng rổ của Tập đoàn Bảo hiểm Quốc gia (NIC), nơi cô làm nhân viên tiếp thị. Cô ấy cũng chơi bóng rổ, mặc dù cô ấy thừa nhận rằng cô ấy không giỏi như nó ở bóng rổ. Cô là thành viên của đội bóng rổ nữ của Chính quyền thành phố thủ đô Kampala và thuộc Đội bóng rổ nữ quốc gia của Uganda.

## Thành tích quốc tế về bóng rổ
Trong số các thành tích thể thao quốc tế của cô có những điểm nổi bật về bóng rổ sau đây:
- Cúp quốc tế Tanzania 2009 - Huy chương vàng
- Cúp bóng đá châu Phi 2013 - Huy chương đồng
- Six Nations Cup Singapore 2013 - Huy chương vàng
- Vòng loại World Cup 2014 châu Phi - Huy chương vàng